# Kassina wazae
Kassina wazae är en groddjursart som beskrevs av Jean-Louis Amiet 2007. Kassina wazae ingår i släktet Kassina och familjen gräsgrodor. IUCN kategoriserar arten globalt som otillräckligt studerad. Inga underarter finns listade i Catalogue of Life.